# Felix Müri

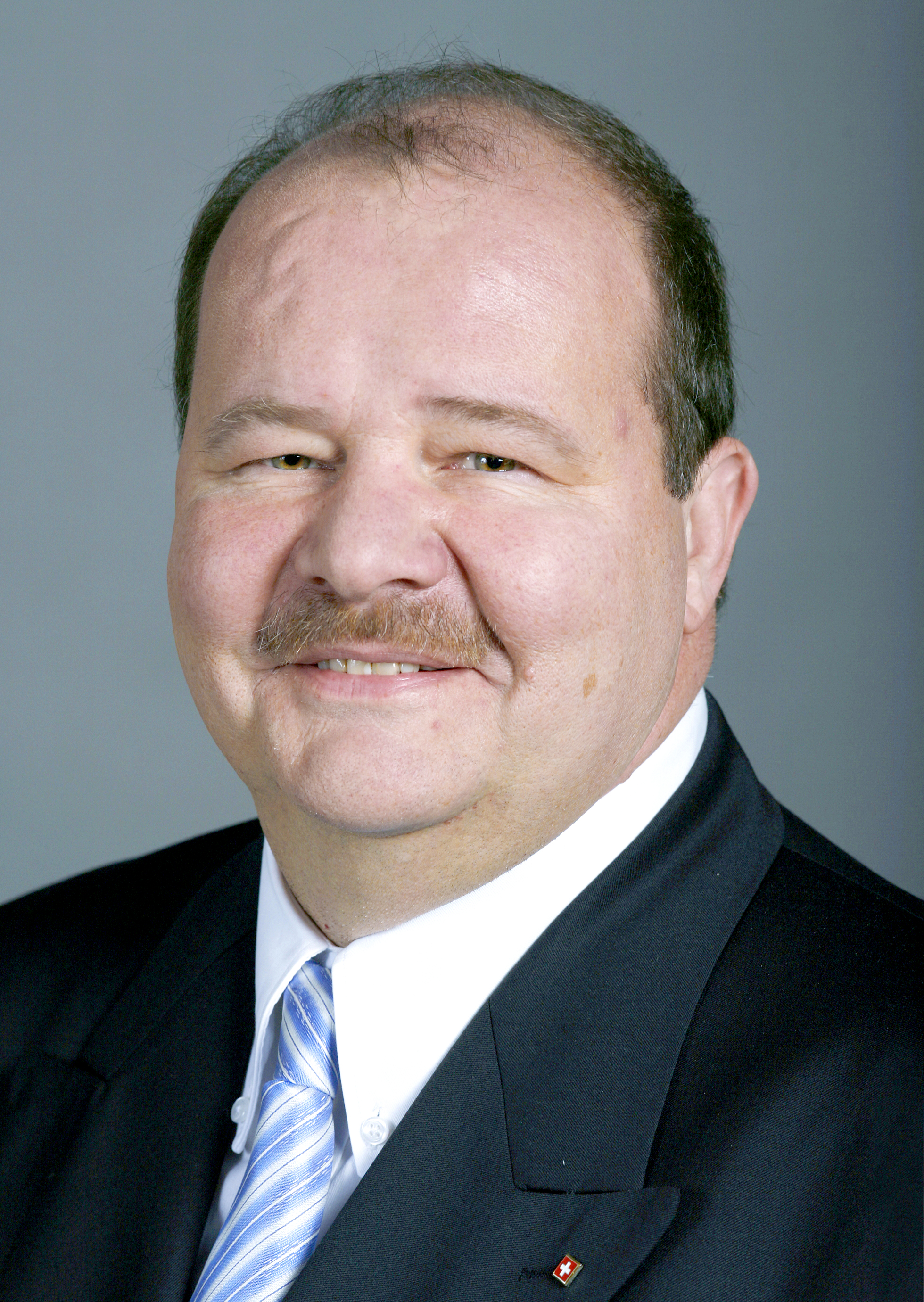
Felix Müri (2007)

Felix Müri (* 22. Januar 1958 in Luzern; heimatberechtigt in Schinznach) ist ein Schweizer Politiker (SVP). Zwischen 2003 und 2019 war er Mitglied des Nationalrats.

## Leben und politische Karriere
Müri war von 1999 bis 2003 Mitglied des Grossen Rates des Kantons Luzern. Von 2000 bis 2001 präsidierte er die SVP Emmen, von 2001 bis 2004 die SVP des Kantons Luzern. 2003 wurde er in den Nationalrat gewählt, wo er Mitglied der Kommission für Wissenschaft, Bildung und Kultur (WBK-NR), der Begnadigungskommission (BeK-V), der Kommission für Begnadigungen und Zuständigkeitskonflikte V (BeK-V), der Begnadigungskommission V (BeK-V), der Delegation beim Europarat (ERD-V)
sowie der Rehabilitierungskommission V (RehaKo-V) war. Im Oktober 2019 verlor er seinen Sitz im Nationalrat.

## Politisches Profil
Müri ist ein wertkonservativer, zurückhaltend wirtschaftliberaler Politiker. Er befürwortet eine absolut restriktive Migrationspolitik und macht sich für Law and Order stark. Kritisch bis sehr kritisch steht er Forderungen nach mehr Umweltschutz oder einer weiteren aussenpolitischen Öffnung der Schweiz gegenüber.

## Privates
Müri ist mit Marie-Theres Müri-Koller verheiratet, Vater von vier erwachsenen Kindern und wohnt in Emmenbrücke.